# Veronica flavida
Veronica flavida är en grobladsväxtart som först beskrevs av Bayly, Kellow och de Lange, och fick sitt nu gällande namn av Garn.-jones. Veronica flavida ingår i släktet veronikor, och familjen grobladsväxter. Inga underarter finns listade i Catalogue of Life.